# آرواشوغ
آرواشوغ (به ارمنی: Արևաշող) یک روستا در ارمنستان است که در استان لوری واقع شده‌است.  در  کیلومتری شمال وانادزور، مرکز استان لوری واقع شده است.

## خصوصیات
آرواشوغ ۲٬۶۴۵ نفر 
جمعیت دارد و در ارتفاع  متر بالاتر از سطح دریا قرار گرفته است.

## نگارخانه

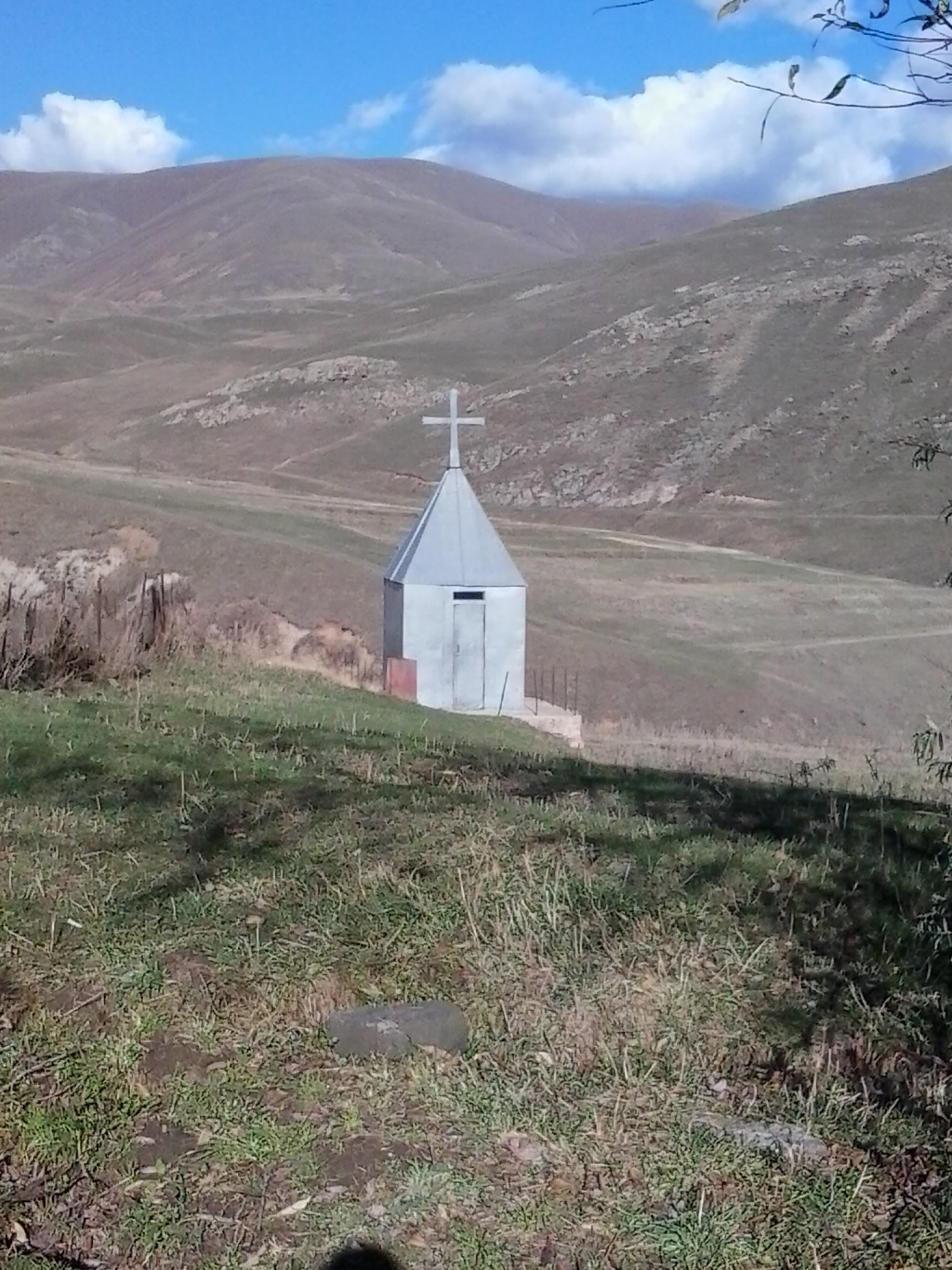
کلیسای کوچک (چاپل) ساهاک مقدس،  در شمال روستا